# CAHL 1935/36
Die Saison 1935/36 war die zehnte und letzte reguläre Saison der Canadian-American Hockey League (CAHL). Meister wurden die Philadelphia Ramblers. Zur Saison 1936/37 wurde die IHL mit der International Hockey League fusioniert und in International-American Hockey League umbenannt.

## Teamänderungen
Folgende Änderungen wurden vor Beginn der Saison vorgenommen:
- Die Castors de Québec wurden nach Springfield, Massachusetts, umgesiedelt und änderten ihren Namen in Springfield Indians.
- Die Philadelphia Arrows wurden verkauft und durch die Philadelphia Ramblers ersetzt.

## Modus
In der Regulären Saison absolvierten die fünf Mannschaften jeweils zwischen 47 und 48 Spiele. Die drei bestplatzierten Mannschaften qualifizierten sich für die Playoffs. Das Halbfinale wurde in einer Best-of-Three-Serie, das Finale in einer Best-of-Five-Serie ausgetragen. Für einen Sieg erhielt jede Mannschaft zwei Punkte, bei einem Unentschieden einen Punkt und bei einer Niederlage null Punkte.

## Reguläre Saison

### Tabelle
Abkürzungen: GP = Spiele, W = Siege, L = Niederlagen, T = Unentschieden, GF = Erzielte Tore, GA = Gegentore, Pts = Punkte
|                       | GP | W  | L  | T | GF  | GA  | Pts |
| --------------------- | -- | -- | -- | - | --- | --- | --- |
| Philadelphia Ramblers | 48 | 27 | 18 | 3 | 151 | 106 | 57  |
| Providence Reds       | 47 | 21 | 20 | 6 | 106 | 127 | 48  |
| Springfield Indians   | 48 | 21 | 22 | 5 | 131 | 129 | 47  |
| Boston Cubs           | 47 | 20 | 23 | 4 | 128 | 127 | 44  |
| New Haven Eagles      | 48 | 19 | 25 | 4 | 122 | 149 | 42  |

## Playoffs
|  | Halbfinale | Halbfinale            | Halbfinale |  |  | Finale | Finale                | Finale |
|  |            |                       |            |  |  |        |                       |        |
|  |            |                       |            |  |  |        |                       |        |
|  | 1          | Philadelphia Ramblers |            |  |  |        |                       |        |
|  |            | Freilos               |            |  |  |        |                       |        |
|  |            |                       |            |  |  | 1      | Philadelphia Ramblers | 3      |
|  |            |                       |            |  |  | 2      | Providence Reds       | 1      |
|  | 2          | Providence Reds       | 2          |  |  |        |                       |        |
|  | 3          | Springfield Indians   | 1          |  |  |        |                       |        |
|  |            |                       |            |  |  |        |                       |        |